# Zanna
Zanna is een Engelstalig lied uit 1984, geschreven door Luc Van Acker.

## Luc Van Acker & Anna Domino
Zanna is een Engelstalige single van de Belgische zanger Luc Van Acker en de Amerikaanse zangeres Anna Domino uit 1984. Het nummer groeide uit tot een cultklassieker en zelfs een bescheiden hitje.
De  B-kant van de single bevatte twee liedjes, met name Fear In My Heart en Travelling.
Het nummer verscheen op het album The Ship uit 1984.
De melodie werd in 2003 gebruik in de wereldhit van Lumidee Never Leave You (Uh Oh).
In 2008 werd het ook gecoverd door Sweet Coffee.

### Meewerkende artiesten
- Producer
  - Jean-Marie Aerts
- Muzikanten
  - Anna Domino (piano, zang)
  - Jean-Marie Aerts (percussie, snaardrum)
  - Kevin Mulligan (gitaar)
  - Luc Van Acker (basgitaar, trommel, zang)

## Selah Sue & Tom Barman
In 2011 werd het nummer gecoverd door Selah Sue en Tom Barman - in een productie van The Subs - als themalied voor "Music For Life" van Studio Brussel.
Het lied werd uitgebracht als digital download op 25 november 2011. Daarnaast verscheen het nummer op de compilatie CD Music For Life Wenskaart + CD.
| hitlijst            | hoogste notering |
| ------------------- | ---------------- |
| Ultratop 50         | 1                |
| Ultratop 40 (Wa)    | 29               |
| Single Top 100 (Nl) | 72               |

### Meewerkende artiesten
- Producer
  - Jeroen De Pessemier & The Subs
- Muzikanten
  - Selah Sue (zang)
  - Tom Barman (zang)